# James Poulet
James Poulet (*  1975) ist ein britischer Neurobiologe.
Poulet studierte Biologie an der Universität Bristol (Abschluss mit Bestnoten 1998) und wurde 2002 an der Universität Cambridge in Zoologie bei Berthold Hedwig promoviert. Als Post-Doktorand war er am Labor von Hedwig in Cambridge und ab 2005 am Brain-Mind-Institute der EPFL in Lausanne bei Carl Petersen. 2009 wurde er Gruppenleiter am Max-Delbrück-Centrum für Molekulare Medizin (MDC) in Berlin-Buch. Er ist im Exzellenzcluster NeuroCure.
Er untersuchte das Zusammenspiel der Regelung von Sinneswahrnehmung und Verhalten auf der Ebene von neuronalen Schaltkreisen (bis zur synaptischen Ebene).
Beispielsweise zeigte er, wie männliche Grillen die eigene Hörwahrnehmung so herunterschalten, dass sie vom eigenen (sehr lauten) Zirpen während der Paarung nicht taub werden, gleichzeitig aber noch Geräusche potentieller Feinde und Rivalen in der Umgebung wahrnehmen können. Poulet identifizierte die bei diesem An- und Abschalten der Sensitivität des Hörsystems beteiligten Nervenzellen.  Er untersuchte auch den neuronalen Mechanismus des Wechsels zwischen Gehirnzuständen wie Wachheit und Halbschlaf (Versuchsobjekte waren hier Mäuse).
2013 erhielt er den Paul-Ehrlich-und-Ludwig-Darmstaedter-Preis für Nachwuchswissenschaftler. Er erhielt den Gedge Preis der Universität Cambridge, den Rolleston Memorial Prize der Universität Oxford und den Young Investigator Award der International Society of Neuroethology. 2010 erhielt er einen Starting Grant des European Research Council.

## Schriften
- mit Hedwig The cellular basis of corollary discharge, Science, Band 311, 2006, S. 518–522
- mit Hedwig Complex auditory behaviour emerges from simple reactive steering, Nature, Band 430, 2004, S. 781–785
- mit S. Crochet, Y. Kremer, C. C. Petersen Synaptic mechanisms underlying sparse coding of active touch, Neuron, Band 69, 2011, S. 1160–1175
- L. Yassin, B. L. Benedetti, J. S. Jouhanneau, J. A. Wen, A. L. Barth An embedded subnetwork of highly active neurons in the neocortex, Neuron., Band 68, 2010, S. 1043–1050
- mit B. Hedwig New insights into corollary discharges mediated by identified neural pathways, Trends Neuroscience, Band 30, 2007, S. 14–21
- A. J. Borgdorff, C. C. Petersen Facilitating sensory responses in developing mouse somatosensory barrel cortex, J. Neurophysiol., Band 97, 2007, S. 2992–3003

## Auszeichnungen
- 2002 Rolleston Memorial Prize der Universität Oxford[5]
- 2022 Gedge Prize der Universität Cambridge[5]
- 2004 Young Investigator Award der International Society for Neuroethology[5]
- 2013 Paul Ehrlich- und Ludwig Darmstaedter-Nachwuchspreis[5]